# جينيفيف بار
جينيفيف بار (بالإنجليزية: Genevieve Barr)‏ هي ممثلة بريطانية، ولدت في 1 ديسمبر 1985 في هاروغيت في المملكة المتحدة.

## وصلات خارجية
- جينيفيف بار على موقع IMDb (الإنجليزية)
- جينيفيف بار على موقع قاعدة بيانات الفيلم (الإنجليزية)